# The Fiery Furnaces
The Fiery Furnaces — американская инди-рок-группа, образованная в 2000 году братом  и сестрой Мэтью и Элинор Фридбергами в Бруклине, Нью-Йорк. Участники коллектива являются уроженцами Ок-Парка, ближайшего западного пригорода Чикаго. The Fiery Furnaces, исполняющие «игривую, непредсказуемую» музыку, в которую слились экспериментальный и гаражный рок, фолк, блюз, влияния The Who и Капитана Бифхарта, выпустили восемь студийных альбомов, каждый из которых получал высокие оценки музыкальных критиков. Последние по разнообразию и широте мировоззрения сравнивали дуэт с Le Tigre, French Kicks, East River Pipe и The Magnetic Fields.
В мае 2011 года группа заявила о перерыве, Мэтью и Элинор занялись сольной карьерой. В феврале 2020 года было объявлено, что The Fiery Furnaces воссоединятся, чтобы выступить впервые за почти десять лет на ежегодном музыкальном фестивале Pitchfork в Чикаго в июле, однако, из-за пандемии COVID-19 мероприятие было отменено. В итоге они отыграли концерт на фестивале Pitchfork в 2021 году. Позже стало известно, что дуэт подписал контракт с независимым лейблом Джека Уайта Third Man Records.

## Дискография
- Gallowsbird's Bark[англ.] (2003)
- Blueberry Boat[англ.] (2004)
- Rehearsing My Choir[англ.] (2005)
- EP[англ.] (2005)
- Bitter Tea[англ.] (2006)
- Widow City[англ.] (2007)
- I'm Going Away[англ.] (2009)
- Take Me Round Again[англ.]' (2009)